# Gerard Endenburg
Gerard Endenburg, né le 14 avril 1933 à Rotterdam (Hollande-Méridionale) et mort le 29 juillet 2025 dans la même ville, est un entrepreneur néerlandais qui a développé un modèle démocratique en de prise de décision pour les organisations basé sur l'égalité.

## Biographie
Gerard Endenburg naît à Rotterdam le 14 avril 1933 dans une famille fortement impliquée dans le mouvement socialiste. L’idéal de ses parents vise  une société plus équitable, ce qui influence leur vie de famille et plus tard  l'entreprise familiale.
Il s'appuie sur l'idée de la sociocratie de Kees Boeke, dont il était l'élève pendant ses années d'école à la Werkplaats Kindergemeenschap (nl) à Bilthoven.
En 1970, il applique son modèle de prise de décision, la méthode d'organisation du cercle sociocratique (nl), dans sa propre entreprise d'électrotechnique, Endenburg Elektrotechniek BV.
En 1978, il fonde le Centre sociocratique des Pays-Bas pour diffuser davantage sa méthode.
Gerard Endenburg obtient son doctorat en 1992 sur le thème de la sociocratie en tant que conception sociale. Il occupe la chaire spéciale « The Learning Organisation, en particulier l'organisation du cercle sociocratique » à l'université de Maastricht. Le titre de son investiture est : Connaissance, pouvoir et suprématie.
En 2013, Gerard Endenburg fonde The Sociocracy Group (TSG) sous la forme d'une franchise sociocratique avec le directeur du Centre sociocratique (Anewiek Reijmer) et deux partenaires à l'étranger.
En 2014, il fonde la Fondation Gerard Endenburg, une fondation sociocratique pour les œuvres caritatives pour promouvoir une société sociocratiquement équipée.
Gerard Endenburg meurt le 29 juillet 2025 à Rotterdam à l’âge de 92 ans.

## Publications
- (nl) Endenburg, Gerard, Sociocratie: Het organiseren van de besluitvorming, Eburon, 2002 (ISBN 978-90-5166-930-5)
- (nl) Endenburg, Gerard, Sociocratie, een nieuw sociaal ontwerp, Eburon. Traduit en Gerard Endenburg (trad. Murray Pearson), Sociocracy as Social Design: its characteristics and course of development, as theoretical design and practical project, Delft, Eburon, 1998 (ISBN 978-90-5166-604-5, OCLC 67947732).